# Intravasale stolling
Een intravasale stolling is een stolling in het bloedvatenstelsel, ofwel een intravasculaire stolling.
Door intravasale stolling worden stollingsfactoren verbruikt en krijgt men bloedingen op andere plaatsen:
- ter hoogte van de huid: dit heet petechiën, en is zichtbaar door puntvormige bloedingen en necrose aan de uiteinden van handen en voeten.
- ter hoogte van de bijnierschors: het kapotgaan van de bijnierschors door embolieën en bloedingen leidt tot verlies van aldosteron en verhoogde bloeddruk.

Door het dalen van de corticosteroïden bij intravasale stollingen ontstaat soms een shock (hypotensie, hypoglykemie).
Intravasale stolling kan een gevolg zijn van bacteriële meningokokken of grote doses van endotoxines.